# Säärennokka
Säärennokka är en udde i Finland.  Den ligger på sydvästra Pappilankari och är bebyggd. Den ligger i Kalajoki i landskapet Norra Österbotten, i den centrala delen av landet, 500 km norr om huvudstaden Helsingfors.